# Santa Isabel (São Paulo)
Santa Isabel é um município brasileiro do estado de São Paulo, localizado na Região Metropolitana de São Paulo e Alto Tietê.

## História
Santa Isabel deve o seu nome em homenagem a Santa Isabel de Aragão, Rainha de Portugal, e a sua origem é no ano de 1770 quando ocorre a sua formação ligada indiretamente à conquista do ouro.
Como era um dos primeiros municípios a compor o Vale do Paraíba ( Nos dias atuais localiza-se na região do Alto Tietê )no sentido São Paulo - Rio de Janeiro, recebeu toda a influência e costumes da região, pois inicialmente surgiu como lar de vale paraibanos que partiam anteriormente da região em busca de Ouro Preto e Congonhas do Campo, em Minas Gerais, onde se destacava a produção de ouro. Ao retornarem após o esgotamento das minas, esse pessoal espalhou-se pelo Vale de acordo com sua conveniência, estabelecendo na região a cultura do café, que na época do império era a principal fonte de recursos. Porém, a Santa Isabel foi construída a escola.
O caminho entre a capital imperial Rio de Janeiro e a importante província de São Paulo teve seu movimento aumentado com o passar do tempo e o governo imperial notou que seria importante construir povoações ao longo dessa rota para facilitar acesso a recursos como mantimentos, pouso e troca de animais das caravanas em trânsito, surgindo assim Pindamonhangaba, Guaratinguetá, Taubaté e Jacareí.
Próximo à cidade de Jacareí havia uma fazenda denominada Morro Grande, cuja área era muito grande. Nessa fazenda havia um pequeno número de indígenas e escravizados que formavam um povoado. Esse pequeno povoado vivia tranquilamente, e pouco a pouco teve sua irrisória população aumentada, algumas famílias iam se estabelecendo por ali, atraídas pelo Comércio em desenvolvimento e pela abertura de estrada que servia com opção para os que iam até o Vale.
Depois de aproximadamente um século, a população do povoado cresceu tendo na pecuária e na agricultura a sua principal fonte de renda. Nesse interim, o Morro Grande desmembrou-se em muitas outras fazendas e foi elevado a categoria de freguesia (Paróquia de Santa Isabel) por meio do Bispo de São Paulo, Frei Manoel Joaquim Gonçalves de Andrade, a 5 de janeiro de 1812. O seu primeiro vigário foi o padre José Veloso do Carmo.
Em 25 de junho de 1812 teve sua transformação para "Vila Santa Isabel". Em 1832, foi criado o município de Santa Isabel, desmembrado do território de Mogi das Cruzes por Decreto Lei da Regência do Império em nome do Imperador Dom Pedro II, datado de 1 de julho de 1832.
Depois, em 13 de novembro de 1832, novo Decreto baixado pelo então Ministro do Império, Nicolau Pereira de Campos Vergueiro, determinou que aquele decreto fosse remetido à câmara municipal de Mogi das Cruzes, para que se determinasse pelo Juiz de Paz do distrito que se procedesse a eleição de vereadores para o novo município. Esta eleição ocorreu no dia 8 de junho de 1833 sendo que os eleitos foram empossados em 3 de julho de 1833, na sede de Vila Santa Isabel.
Por força da Lei Estadual n° 135, de 30 de maio de 1893, a referida Vila foi elevada a categoria de município e foi designado sede de comarca, através de Lei n° 80, datada de 25 de Agosto de 1892.
Em 18 de abril de 1870 Santa Isabel contava com uma cadeia, uma Casa de Câmara, e, além da igreja matriz, as igrejas do Rosário e de Santo Antônio, hoje demolida.

## Geografia
Seus limites são Nazaré Paulista a noroeste e norte, Igaratá e Jacareí a nordeste, Guararema e Mogi das Cruzes a sudeste e Arujá e Guarulhos a sudoeste.

### Hidrografia
- Rio Parateí
- Rio Jaguari
- Represa do Rio Jaguarí
- Rio Pilões
- Ribeirão Araraquara

### Meio ambiente
É uma das três únicas localidades onde foi encontrada uma árvore da Mata Atlântica restrita ao estado de São Paulo e ameaçada de extinção, a Buchenavia igaratensis.

### Clima
O clima da cidade, como em toda a Região Metropolitana de São Paulo, é o Subtropical. Verão pouco quente e chuvoso. Inverno ameno e subseco. A média de temperatura anual gira em torno dos 18 °C, sendo o mês mais frio Julho (Média de 14 °C) e o mais quente Fevereiro (Média de 22 °C). O índice pluviométrico anual fica em torno de 1400 mm.

### Rodovias
As principais rodovias que cortam o município são:
- BR-116 - Rodovia Presidente Dutra
- SP-56 - Rodovia Vereador Albino Rodrigues Neves (Estrada Santa Isabel-Arujá) e Rodovia Prefeito Joaquim Simão (Estrada Santa Isabel-Igaratá);
- SPA-056/060 - Rodovia Arthur Matheus - Principal acesso da cidade, que liga a BR-116 ao centro.

## Demografia
População estimada em [2018]] era de 56.792 habitantes e a área é de 363,322 km², o que resulta numa densidade demográfica de 156,31 hab/km² (Dados Estimativos do IBGE)
População total: 50.453 ( Dados Censo 2010) - Estimada em 2018 - 56.792 Habitantes
Densidade demográfica (hab./km²): 138,87 - Estimada em 2018 - 156,31 hab/km²
Mortalidade infantil até 1 ano (por mil): 13,76
Expectativa de vida (anos): 68,64
Taxa de fecundidade (filhos por mulher): 3,47
Taxa de alfabetização: 89,23%
Índice de Desenvolvimento Humano (IDH-M): 0,766
- IDH-M Renda: 0,709
- IDH-M Longevidade: 0,727
- IDH-M Educação: 0,863

(Fonte: IPEADATA)

## Política e administração
- Prefeito: Carlos Augusto Chinchilla Alfonzo (PODE) (2021/2028)
- Vice-prefeito: Felipe Teixeira  (PODE) (2024/2028)
- Presidente da Câmara: Neurisvan Lucio de Azevedo (PDT) (2024)

## Infraestrutura

### Principais vias

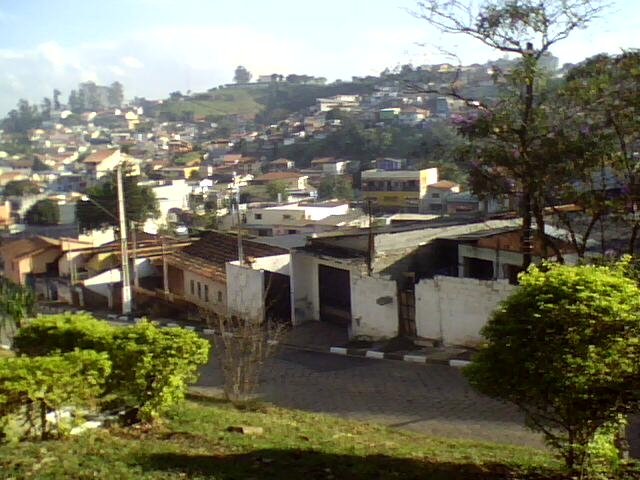
Rua Juscelino Kubitschek em Vila Nova Santa Isabel.

- Avenida da República - Principal centro comercial da cidade, onde se concentram os bancos e as principais lojas;
- Avenida Guilherme Alfieri - Via onde está localizada a Santa Casa de Misericórdia;
- Avenida Coronel Bertoldo e Acesso Arthur Matheus - Vias principais de acesso à Rodovia Presidente Dutra;
- Avenida Manoel Ferraz de Campos Salles - Via onde está localizada a Igreja Matriz;
- Avenida Vereador Sebastião Claudiano - Via de acesso à Rodovia Prefeito Joaquim Simão;
- Avenida Brasil - Onde se localiza o estádio municipal.
- Avenida Prefeito João Pires Filho (Popularmente conhecida como marginal)- Via que margeia praticamente todo centro da cidade, sendo acesso para Arujá e Igaratá e desafogando o transito no Centro.
- Avenida Prefeito José Basílio Alvarenga - Continuação da Avenida Prefeito João Pires Filho, serve de acesso a Arujá e Igaratá, desafogando o transito no Centro.

### Transporte e mobilidade
O transporte coletivo municipal é operado pela Auto Viação Suzano.
As linhas intermunicipais estão sob gerência da EMTU, operadas pelos consórcios Internorte e Unileste, que ligam Santa Isabel às cidades de Arujá, Guararema, Guarulhos, Itaquaquecetuba, Mogi das Cruzes, Poá, São Paulo e Suzano. 
Existem também algumas linhas de responsabilidade da ARTESP, que interligam Santa Isabel aos municípios de Igaratá, Jacareí e São José dos Campos.

### Comunicações
O sistema de telefones automáticos foi inaugurado na cidade pela Companhia de Telecomunicações do Estado de São Paulo (COTESP) em 1971. Em 1975 a concessão do sistema telefônico foi transferida para a Telecomunicações de São Paulo (TELESP), passando a ser administrado e operado pela sua subsidiária Companhia Telefônica da Borda do Campo (CTBC), que implantou em 1978 o sistema de discagem direta à distância (DDD), com o código de área (011).
A cidade também é atendida por cabeamento de fibra ótica desde 2015, oferecido pela Empresa AmericaNet85. Possui também cabeamento das empresas Vivas e RedFox, e em 2023 a Claro iniciou o cabeamento, oferecendo alta velocidade nos serviços de Dados e também outras opções em telefonia Fixa e TV a Cabo. Possui também infraestrutura via Radio e Cabeamento em Fibra Ótica ofertados pela empresa nativa Q-Link (atualmente pertencente ao grupo Vivas), que também fornece alta velocidade.

### Educação

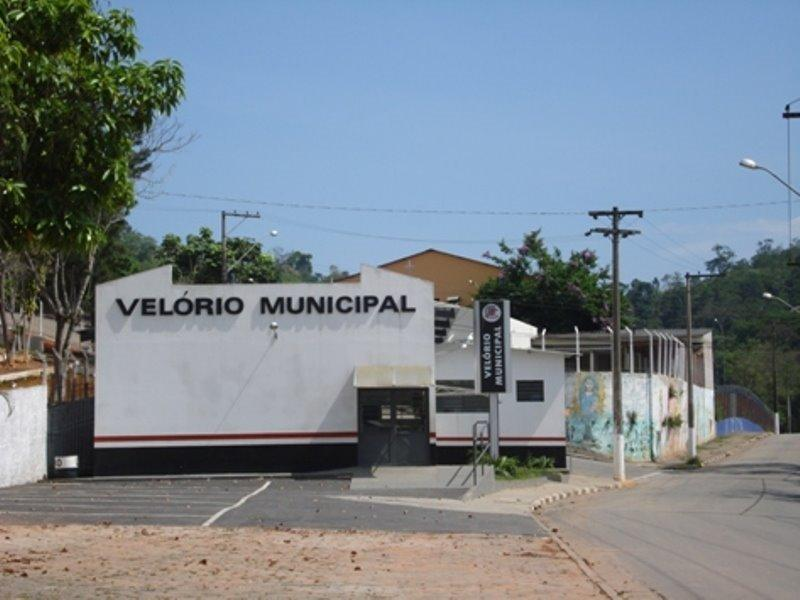
Antigo Velório Municipal de Santa Isabel, atual "Atende Fácil".

Santa Isabel obteve do Ministério da Educação do Brasil a melhor média por município do IDEB (Índice de Desenvolvimento da Educação Básica) entre as escolas estaduais da Região do Alto Tietê. O município obteve nota 4,9 em uma escala de 0 a 10. Sendo que em 2009, nesse índice, a Escola Estadual Major Guilhermino Mendes de Andrade obteve a nota 7,1 em um escala de 0 a 10, acima da nota 6 de escolas de países desenvolvidos.
Em 2010 foi inaugurada uma escola técnica estadual do Centro Estadual de Educação Tecnológica Paula Souza, no prédio onde funcionava uma escola de ensino fundamental (E.M.E.F. Oscar Ferreira de Godoy) no bairro Treze de Maio, as crianças que na época estudavam na escola passaram a estudar em um outro prédio que foi construído no mesmo bairro. É ministrado o Ensino Médio e mais três cursos técnicos: (administração, informática para internet, logística e química), até a inauguração a ETEC de Jacareí possuía salas descentralizadas no município que eram administradas pela prefeitura, estas salas ministravam os cursos técnicos de informática e administração. A escola também possui o projeto ETEC solidária, voltado ao município em que está instalada. 

### Segurança
Santa Isabel possui índices de criminalidade baixos, o que é comprovado pela Secretaria de Estado de Segurança Pública de São Paulo, entretanto nos anos de 2012 a 2014, os índices de homicídios por arma de fogo aumentaram anualmente de 1 para 3 e posteriormente 5 homicídios. Estes dados colocaram a cidade na 109ª posição no estado de SP com uma taxa de 5,6 assassinatos por arma de fogo a cada 100 mil habitantes.

## Filhos ilustres
- Mauricio de Sousa - cartunista
- Roberto de Lucena - pastor evangélico e político
- José Mentor - advogado e político

Nota: Embora tenha grande identificação com a cidade, onde foi criado e iniciou seus primeiros passos para o futebol, o futebolista Éverton Ribeiro é nascido na cidade vizinha de Arujá.

## Religião

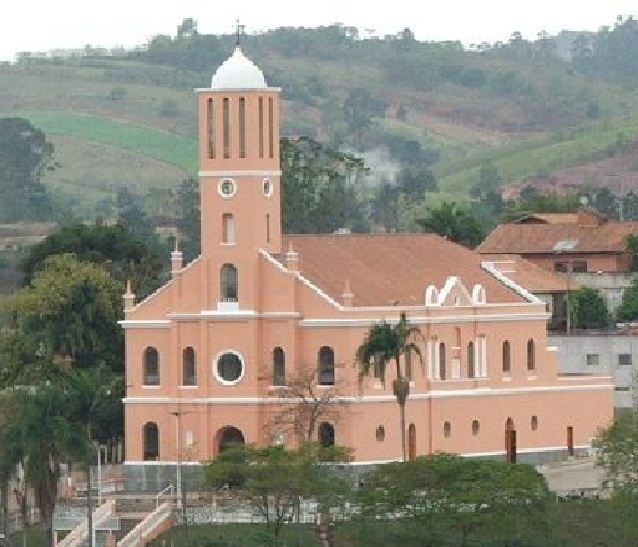
Igreja Matriz de Santa Isabel.

O Cristianismo se faz presente na cidade da seguinte forma:

### Igreja Católica
- A igreja faz parte da Diocese de Mogi das Cruzes.[17]

### Igrejas Evangélicas
Entre as igrejas protestantes históricas, pentecostais e neopentecostais, encontram-se na cidade:
- Assembleia de Deus Ministério do Belém.[20][21]
- Congregação Cristã no Brasil.[22]